# Lendelede
Lendelede este o comună neerlandofonă situată în provincia Flandra de Vest, regiunea Flandra din Belgia. La 1 ianuarie 2008 avea o populație totală de 5.467 locuitori. 

## Geografie
Suprafața totală a comunei este de 13,15 km². Localitățile limitrofe sunt:
| - Comuna Izegem: - a. Izegem - Comuna Ingelmunster: - b. Ingelmunster - Comuna Harelbeke: - c. Hulste - Comuna Kuurne: - d. Kuurne - Comuna Kortrijk: - e. Heule - Comuna Ledegem: - f. Sint-Eloois-Winkel |

1. ↑   https://www.lendelede.be/adressen/carine-dewaele-0 Lipsește sau este vid: |title= (ajutor)
2. ↑  Statbel